# Гран-при Ивана Поддубного 2014
Гран-при Ивана Поддубного 2014 года состоялся в Тюмени 18-19 января.

## Командный зачёт
| Место | Страна     | Золото | Серебро | Бронза | Всего |
| ----- | ---------- | ------ | ------- | ------ | ----- |
| 1     | Россия     | 8      | 7       | 11     | 26    |
| 2     | Беларусь   | 0      | 1       | 2      | 3     |
| 3     | Болгария   | 0      | 0       | 1      | 1     |
| 3     | Узбекистан | 0      | 0       | 1      | 1     |
| 3     | Польша     | 0      | 0       | 1      | 1     |

## Медалисты
| Весовая категория | Золото             | Серебро            | Бронза               |
| ----------------- | ------------------ | ------------------ | -------------------- |
| до 59 кг          | Иван Куйлаков      | Санал Семёнов      | Александр Костадинов |
| до 59 кг          | Иван Куйлаков      | Санал Семёнов      | Эльмурат Тасмурадов  |
| до 66 кг          | Адам Курак         | Ислам-Бек Альбиев  | Артём Сурков         |
| до 66 кг          | Адам Курак         | Ислам-Бек Альбиев  | Аскер Оршокдугов     |
| до 71 кг          | Чингиз Лабазанов   | Абуязид Манцигов   | Адель Садыков        |
| до 71 кг          | Чингиз Лабазанов   | Абуязид Манцигов   | Сергей Захариков     |
| до 75 кг          | Александр Чехиркин | Роман Власов       | Адлан Акиев          |
| до 75 кг          | Александр Чехиркин | Роман Власов       | Константин Шипаев    |
| до 80 кг          | Бекхан Оздоев      | Виктор Сосуновский | Имиль Шарафетдинов   |
| до 80 кг          | Бекхан Оздоев      | Виктор Сосуновский | Евгений Богомолов    |
| до 85 кг          | Алексей Мишин      | Азамат Бикбаев     | Дамиан Яниковский    |
| до 85 кг          | Алексей Мишин      | Азамат Бикбаев     | Рамазан Абачараев    |
| до 98 кг          | Муса Евлоев        | Никита Мельников   | Александр Грабовик   |
| до 98 кг          | Муса Евлоев        | Никита Мельников   | Заур Кодоев          |
| до 130 кг         | Виталий Ильницкий  | Виталий Щур        | Василий Паршин       |
| до 130 кг         | Виталий Ильницкий  | Виталий Щур        | Кирилл Грищенко      |